# Rodrigo Reyes
Rodrigo Reyes Orozco (ur. 1 lutego 2001 w Guadalajarze) – meksykański piłkarz występujący na pozycji środkowego obrońcy, od 2023 roku zawodnik Cancún.